# Torneio Nacional de Clubes

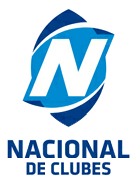
Logo o Nacional de Clubes.

O Torneio Nacional de Clubes, Campeonato Nacional de Clubes, ou simplesmente Nacional de Clubes, é o Campeonato Argentino de Rugby para clubes, criado em 1993, contando com 16 times.

## Times

### Zona A
- Club Atlético San Isidro (CASI)
- Jockey Club de Rosario
- Córdoba Athletic
- Atlético de Rosario.

### Zona B
- Universitario
- Hindú Club
- La Plata
- Sporting

### Zona C
- San Isidro Club (SIC)
- Los Tarcos
- Tala
- San Fernando

### Zona D
- Universitario
- Alumni
- San Luís
- Los Tordos

## Campeões
- 1993 - San Isidro Club
- 1994 - San Isidro Club
- 1995 - Club Atlético San Isidro
- 1996 - Hindú Club
- 1997 - Jockey Club de Rosario
- 1998 - San Cirano
- 1999 - La Tablada de Córdoba
- 2001 - Hindú Club
- 2002 - Alumni
- 2003 - Hindú Club
- 2004 - Duendes
- 2005 - Hindú Club
- 2006 - San Isidro Club
- 2007 - La Plata
- 2008 - San Isidro Club
- 2009 - Duendes
- 2010 - Hindú
- 2011 - Duendes
- 2012 - Não disputado
- 2013 - Não disputado
- 2014 - Universitario
- 2015 - Hindú
- 2016 - Hindú
- 2017 - Hindú
- 2018 - Hindú
- 2019 - Hindú
- 2020 - Não disputado
- 2021 - Não disputado
- 2022 - Hindú
- 2023 -

## Títulos por Clube
| Time                  | Títulos | Anos                                                             |
| --------------------- | ------- | ---------------------------------------------------------------- |
| Hindú                 | 11      | 1996, 2001, 2003, 2005, 2010, 2015, 2016, 2017, 2018, 2019, 2022 |
| San Isidro Club       | 4       | 1993, 1994, 2006, 2008                                           |
| Duendes               | 3       | 2004, 2009, 2011                                                 |
| CA San Isidro         | 1       | 1995                                                             |
| Jockey Club (Rosario) | 1       | 1997                                                             |
| San Cirano            | 1       | 1998                                                             |
| San Luis              | 1       | 1998                                                             |
| La Tablada            | 1       | 1999                                                             |
| Alumni                | 1       | 2002                                                             |
| La Plata              | 1       | 2007                                                             |
| Universitario (BA)    | 1       | 2014                                                             |